# Presa de Picote
El embalse, la central y la presa de Picote (también conocidos como salto de Picote) son una obra de ingeniería hidroeléctrica construida en el curso medio del río Duero, a 6 km de la localidad de Picote, en el municipio de Miranda do Douro, distrito de Braganza, Portugal.
El tramo en el que se sitúa se conoce como los arribes del Duero, una profunda depresión que establece la frontera entre España y Portugal.
Entre 2007 y 2011 se han invertido 149 millones de euros en ampliar la capacidad de generación de energía de la presa.

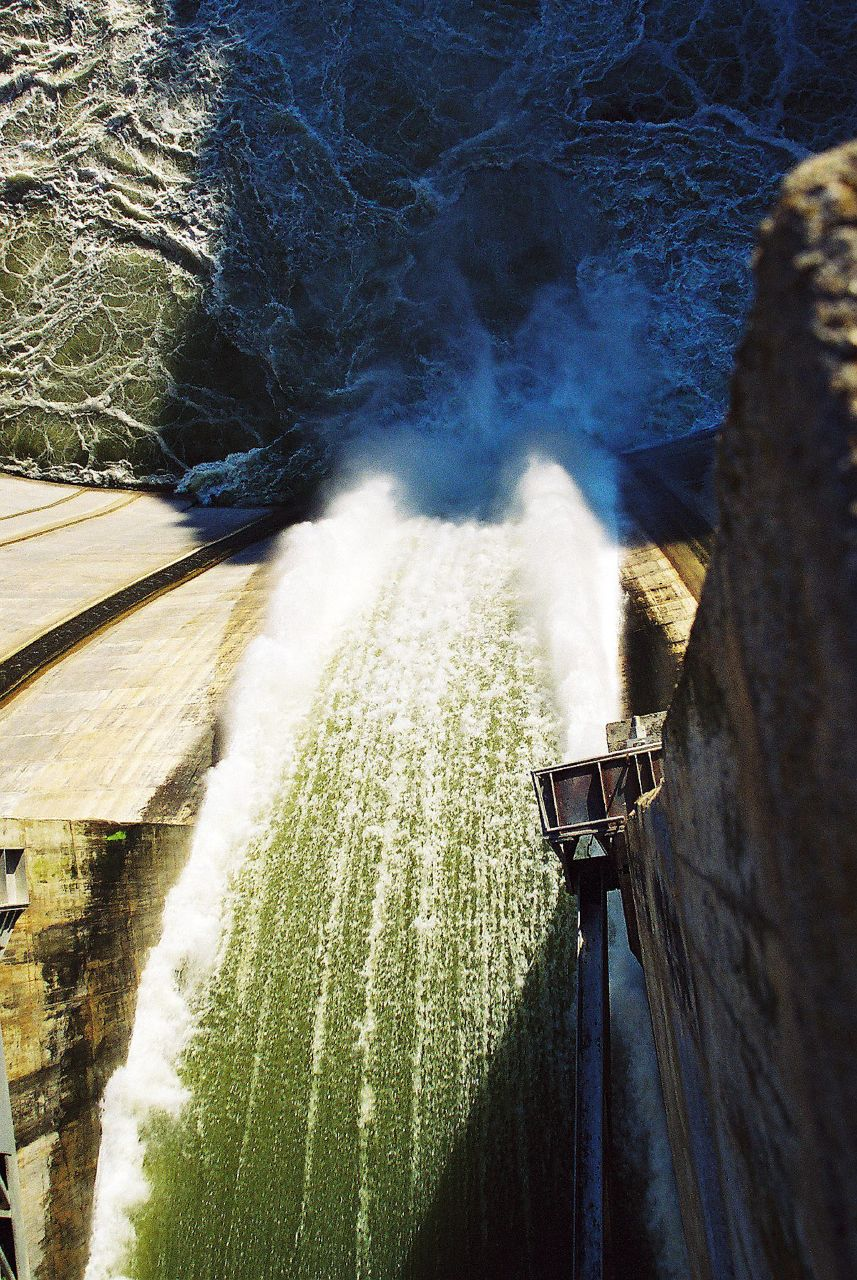
Detalle del aliviadero

Cuenta con dos centrales hidroeléctricas, la más antigua, denominada Picote I, tiene una capacidad instalada de 180 MW y una producción media de 1038 GWh/año, y Picote II una capacidad instalada de 246 MW y una producción media anual de 244 GWh/año. Esta central aprovecha la diferencia de nivel de aproximadamente 69 m que existe entre su propio nivel de retención normal, cota de 471 m, y el nivel de retención de la central hidroeléctrica de Bemposta, situada aguas abajo. Su embalse tiene una longitud de aproximadamente 21 km y una capacidad total de 63 hm³, de los cuales sólo 13 hm³ pueden ser turbinados en funcionamiento normal.
El proyecto de Picote consta de una presa, en la que se sitúa el aliviadero de avenidas, una central eléctrica subterránea, edificios de control y descarga y una subestación, situados en la margen derecha. La presa es del tipo bóveda de doble curvatura, con 92,3 m de longitud de coronación entre ambas márgenes, y una altura máxima sobre la cimentación de 100 m.
El aliviadero de la presa consta de 4 vanos equipados con compuertas de segmento que permiten desalojar un caudal máximo de 10 400 m³/s. Para regular el nivel del embalse y evacuar pequeños caudales de crecida, la presa dispone de un desagüe auxiliar de medio fondo. Este vertedero auxiliar, cuya entrada está situada aproximadamente 49 m por debajo del nivel normal del embalse, está equipado con una compuerta automática de tipo segmento.
La central Picote I es subterránea, tiene 88 m de largo, 16,6 m de ancho y 35 m de alto. Está equipada con 3 grupos generadores, cada uno con una turbina Francis de eje vertical, de 68 402 kW y un alternador de 72 MVA. Cada grupo utiliza sus propias tomas de agua y tuberías de impulsión. Los tres tubos de aspiración confluyen mediante convenientes concordancias en una única galería de escape de 15 m de altura y 12 m de anchura, que devuelve las aguas de la turbina por debajo del aliviadero de avenidas.
Los edificios de mando y descarga están situados en dos plataformas en la orilla derecha, cerca de la coronación de la presa. El transformador de 15/244 kV, situado en la misma plataforma que el edificio de mando, cuenta con tres bloques de transformadores monofásicos de 3x25 MVA. El parque de salida de línea, conectado a la subestación por línea aérea, está situado en una plataforma a una altitud de 650 m, tiene doble barra y está dimensionado para 6 paneles de salida.
En octubre de 2011 entró en funcionamiento el refuerzo energético de la presa, consistente en una nueva central subterránea, Picote II, con 1 grupo generador de 246 MW de potencia y una capacidad para turbinar caudales de hasta 400 m³/s. El grupo está formado por una turbina Francis de eje vertical de 246 MW y un alternador de 270 MVA.
Energías de Portugal vendió la presa a un consorcio francés en diciembre de 2019.